# نظام بلوري سداسي

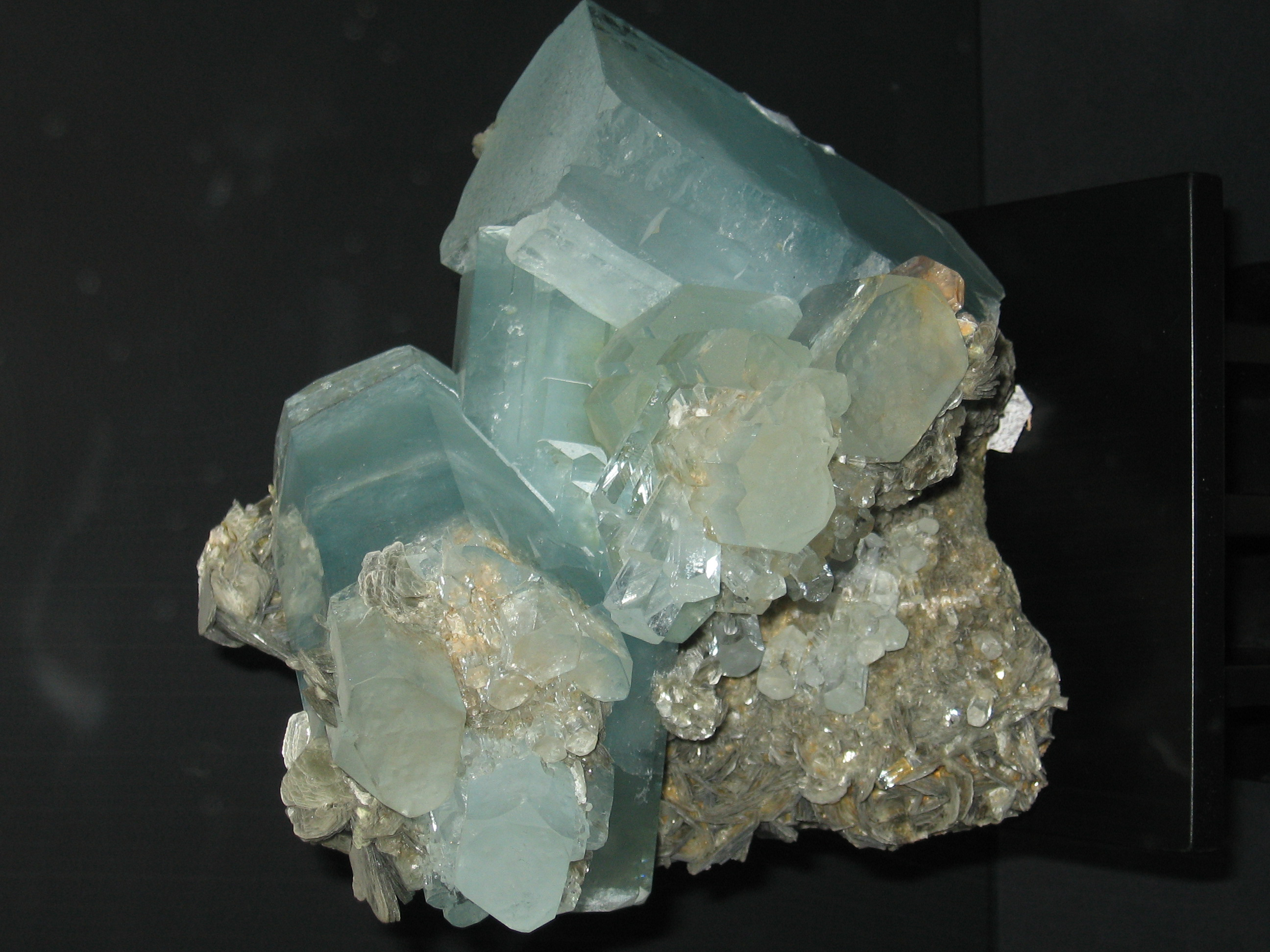
يتبلور البريل طبقا للنظام السداسي.

النظام البلّوري السداسي في علم المعادن هو واحد من 7 أنظمة لتبلور الأملاح والمعادن. يتبلور الجرافيت و البريليوم  طبقا للنظام السداسي.

## وحدة الخلية السداسية

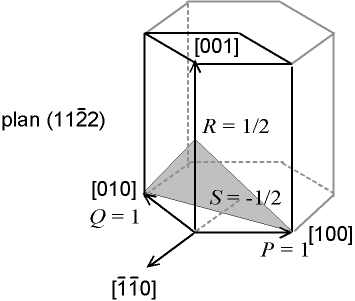
وحدة الخلية في النظام الثلاثي.

تتسم وحدة الخلية في النظام البلوري السداسي بتساوي ضلعي القاعدة : 
a = b
وفي العادة يكون الضلع الثالث c نحو ضعف ضلع القاعدة a.
وتبلغ الزاوية بين ضلعي القاعدة 120 درجة، بينما تكون الزاوية بين a، c زاوية قائمة. 
تجمع الصورة بعض خواص النظام السداسي، بما فيها توضيح ما يسمى مؤشرات ميلر التي تكتب في الشكل [ hkl].

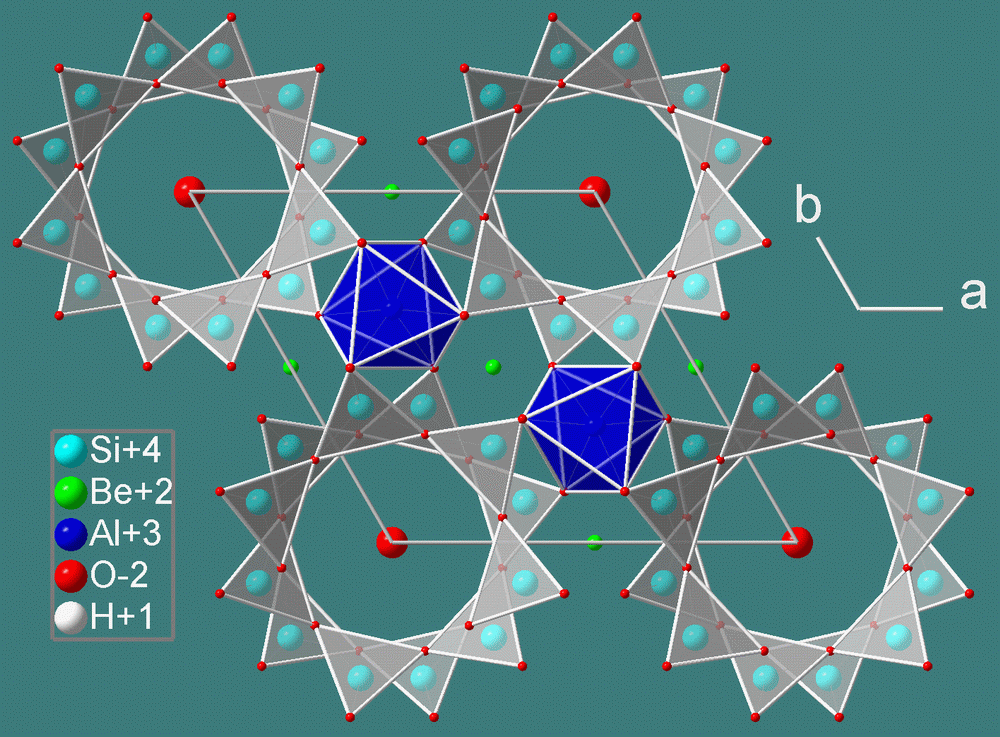
تركيب معدن البريل Beryl.

## أشكال أخرى من البلورات السداسية

hexagonale Kristallformen
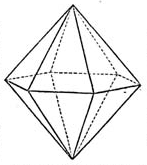
hexagonal-dipyramidal
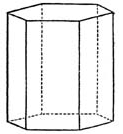
hexagonal-prismatic
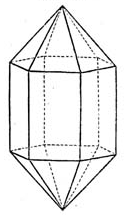
Combination Prisma – Pyramide
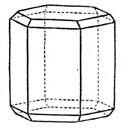
Combination Prisma with pyramidal  Base

## اقرأ أيضا
- وحدة خلية
- نظام بلوري
- شبكة تبلور برافيه
- نظام بلوري رباعي
- علم البلورات
- بنية بلورية
- نظرية التراكم الكري المحدود
- تعبئة متراصة